# Cucullia oberthueri
Cucullia oberthueri là một loài bướm đêm trong họ Noctuidae.